# Siderski mesec
Sidérski mesec ali zvézdni mesec je čas v katerem Luna naredi polni obrat okoli Zemlje v odnosu na oddaljena zvezde. 

Siderski mesec traja 27,321661 dni ali 27 dni 7 h 43 m 11,5 s (po srednjem Sončevem času).